# Erftgymnasium Bergheim
Das Erftgymnasium ist eines von zwei Gymnasien in der Kreisstadt Bergheim.

## Geschichte
Die Schule ging aus der Rheinischen Ritterakademie hervor, die 1842 im Schloss von Bedburg gegründet worden war. Mit der Abschaffung der Vorrechte des Adels nach dem Ersten Weltkrieg ging die Schule 1922 in kommunale Trägerschaft über. Sie hieß nun „Städtisches Realgymnasium“.
Als die Braunkohlegesellschaft Neurath als Eigentümer des Schlossgebäudes die Räumlichkeiten für sich selbst beanspruchte, wurde die Lehranstalt, die mittlerweile „Städtische Oberschule für Jungen“ hieß, zum 1. April 1939 von Bedburg in die acht Kilometer entfernte Kreisstadt Bergheim verlegt. 1940 kamen zu der bis dahin reinen Jungenschule 110 Schülerinnen aus der katholischen Höheren Mädchenschule in Bergheim, die die NS-Behörden geschlossen hatten. Für sie wurden Mädchenklassen eingerichtet.
Schon wenige Monate nach Kriegsende im Mai 1945 nahm die Schule wieder den Unterricht auf. An ihre Spitze trat mit Genehmigung der britischen Besatzungsbehörden erneut der frühere Direktor Alexander Kabza, der 1939 von den Nationalsozialisten wegen seines Engagements in der katholischen Laienbewegung abgelöst worden war. Kabza wurde 1952 für vier Jahre Landrat (CDU) und setzte sich in diesem Amt besonders für die Schule ein, die das Profil eines neusprachlichen Gymnasiums bekam. Bis 1969 war es für die 120.000 Einwohner des damaligen Landkreises Bergheim (Erft) die einzige höhere Schule, die bis zum Abitur führte.
Bis zur Einführung des koedukativen Unterrichts 1970 wurden die Schüler nach Herkunft, Religion und Geschlecht eingeteilt: Im Regelfall besuchten die A-Klassen einheimische katholische Jungen, die B-Klassen evangelische und nicht aus Bergheim stammende katholische Jungen, die C-Klassen waren den Mädchen vorbehalten, die überdies in einem eigenen Gebäude, dem „Mädchenbau“, untergebracht waren.
1981 wurde die Schule nach der Aufhebung des bisherigen Schulprofils in Erftgymnasium umbenannt. 1983 wurde an der Schule eine Big Band gegründet.

## Besonderheiten
Die Schüler können die englischen Sprachzertifikate PET, FCE und CAE erwerben sowie die Sprachprüfung DELF in Französisch ablegen. Seit 2006 beteiligt sich das Erftgymnasium am europäischen Comenius-Programm.
Seit 1975 findet ein Schüleraustausch mit Chauny (Frankreich), seit 2002 mit Kozy (Polen) statt.
2013 wurde das Erftgymnasium für den Deutschen Schulpreis nominiert.
Für das Schuljahr 2023/2024 ist das Erftgymnasium als Bündelungsgymnasium ausgewiesen.

## Ehemalige Schüler
- Michael Düsing (* 1955), deutscher Leichtathletik-Vizemeister
- Willi Germund (1954–2023), Journalist
- Franz-Peter Hofmeister (* 1951), Leichtathletik-Europameister
- Rita Lü (* 1959), bildende Künstlerin
- Alfred Steffen (* 1963), Fotograf
- Thomas Urban (* 1954), Journalist und Buchautor
- Helmut Zander (* 1957), Theologieprofessor